# Edward Popham
Edward Popham († 1651) byl anglický důstojník, jeden ze tří velitelů anglického loďstva v letech 1649–1651.
Původně se angažoval v anglické občanské válce jako pozemní důstojník, dosáhl hodnosti plukovníka a stal se členem parlamentu. V roce 1649 mu bylo uděleno velení nad anglickou flotou spolu s Robertem Blakem a Richardem Deanem, obdržel hodnost generála moře (general-at-sea), tj. ekvivalent admirálské hodnosti. Zemřel v roce 1651 a na jeho postu ho nahradil William Penn.